# Valdenuño Fernández
Valdenuño Fernández es un municipio y localidad española de la provincia de Guadalajara, en la comunidad autónoma de Castilla-La Mancha. El término municipal tiene una población de 332 habitantes (INE 2024).

## Historia
Hacia mediados del siglo XIX, el lugar tenía contabilizada una población de 212 habitantes. La localidad aparece descrita en el decimoquinto volumen del Diccionario geográfico-estadístico-histórico de España y sus posesiones de Ultramar de Pascual Madoz de la siguiente manera:

VAL DE NUÑO FERNANDEZ: v. con ayunt. en la prov. de Guadalajara (4 leg.), part. jud. de Tamajon (5), aud. terr. de Madrid (9), c. g. de Castilla la Nueva, dióc. de Toledo (20). sit. en un barranco y atravesada por un arroyo llamado Las Veguillas, que la divide en 3 barrios; su clima es frio, pero sano. Tiene 90 casas; la consisiorial; escuela de instruccion primaria á cargo de un maestro dotado con 40 fan. de trigo; una fuente y varios pozos de buenas aguas; una igl. parr. de entrada (San Bernabé) servida por un cura y un sacristan; una ermita (la Soledad). Confina el térm. con los de El Cubillo, Viñuelas, El Casar, Galápagos y Mesones. El terreno, que participa de quebrado y llano, es de mediana calidad; tiene una deh. boyal poblada de encina y roble de mata baja, y varios prados de pastos naturales. caminos: los locales en mal estado. correo: se recibe y despacha en Guadalajara por balijero. prod.: cereales, legumbres, leñas de combustibles y buenos pastos, con los que se mantiene ganado lanar, cabrio y vacuno. ind.: la agrícola y recriacion de ganados. comercio: esportacion del sobrante de frutos, é importacion de los art. que faltan. pobl.: 60 vec., 212 alm. cap. prod.: 1.176,250 rs. imp.: 94,100. contr.: 7,716.
(Madoz, 1849, p. 258)

## Demografía
Valdenuño Fernández cuenta con una población de 332 habitantes (INE 2024).

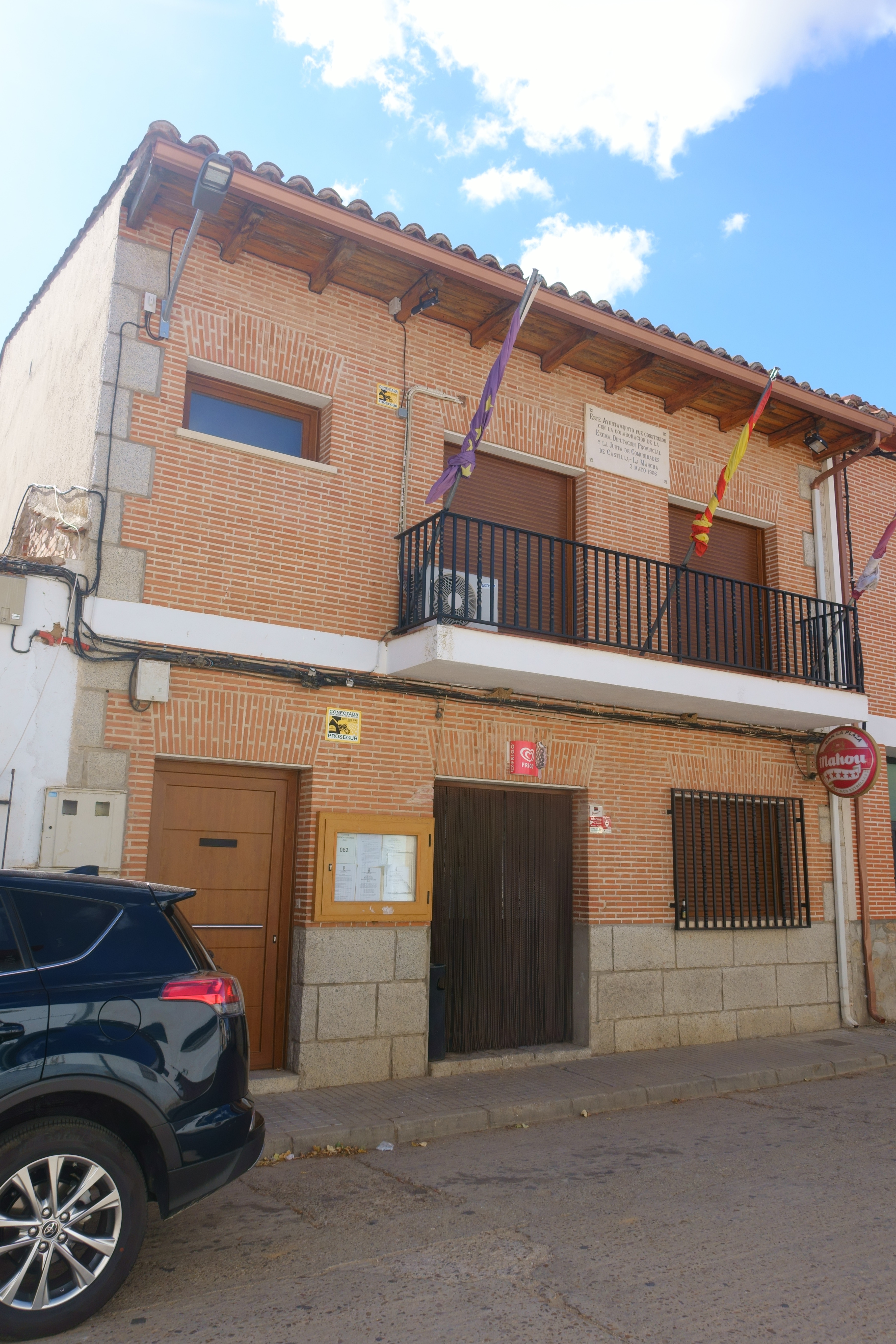
Casa consistorial

| Gráfica de evolución demográfica de Valdenuño Fernández entre 1842 y 2021                                           |
| |
| Población de derecho según los censos de población del INE Población de hecho según los censos de población del INE |

| 143           | 135 | 165 | 209 | 273 | 270 |
| (Fuente: INE) |     |     |     |     |     |

## Fiestas
Una de las fiestas más importantes de la localidad y de toda la provincia es la Festividad del Niño Perdido, más comúnmente conocida como "La Botarga", de la que se tiene constancia documental desde el año 1721 a través de un libro de cuentas.
Se celebra anualmente el siguiente domingo a la Festividad de la Epifanía del Señor o "Reyes Magos" (6 de enero). Declarada de Interés Turístico Regional por la Diputación de Guadalajara.